# Арвидсъяур (коммуна)
А́рвидсъяур (швед. Arvidsjaurs kommun, уме-саам. Árviesjávrrien kommuvdna) — муниципалитет (коммуна) на севере Швеции, в лене Норрботтен. Центр — одноимённый город.
Площадь коммуны — 6170 км². Население (2010) — 6599 чел. Коммуна расположена в 110 км к югу от северного полярного круга, является частью исторической провинции Лаппланд.

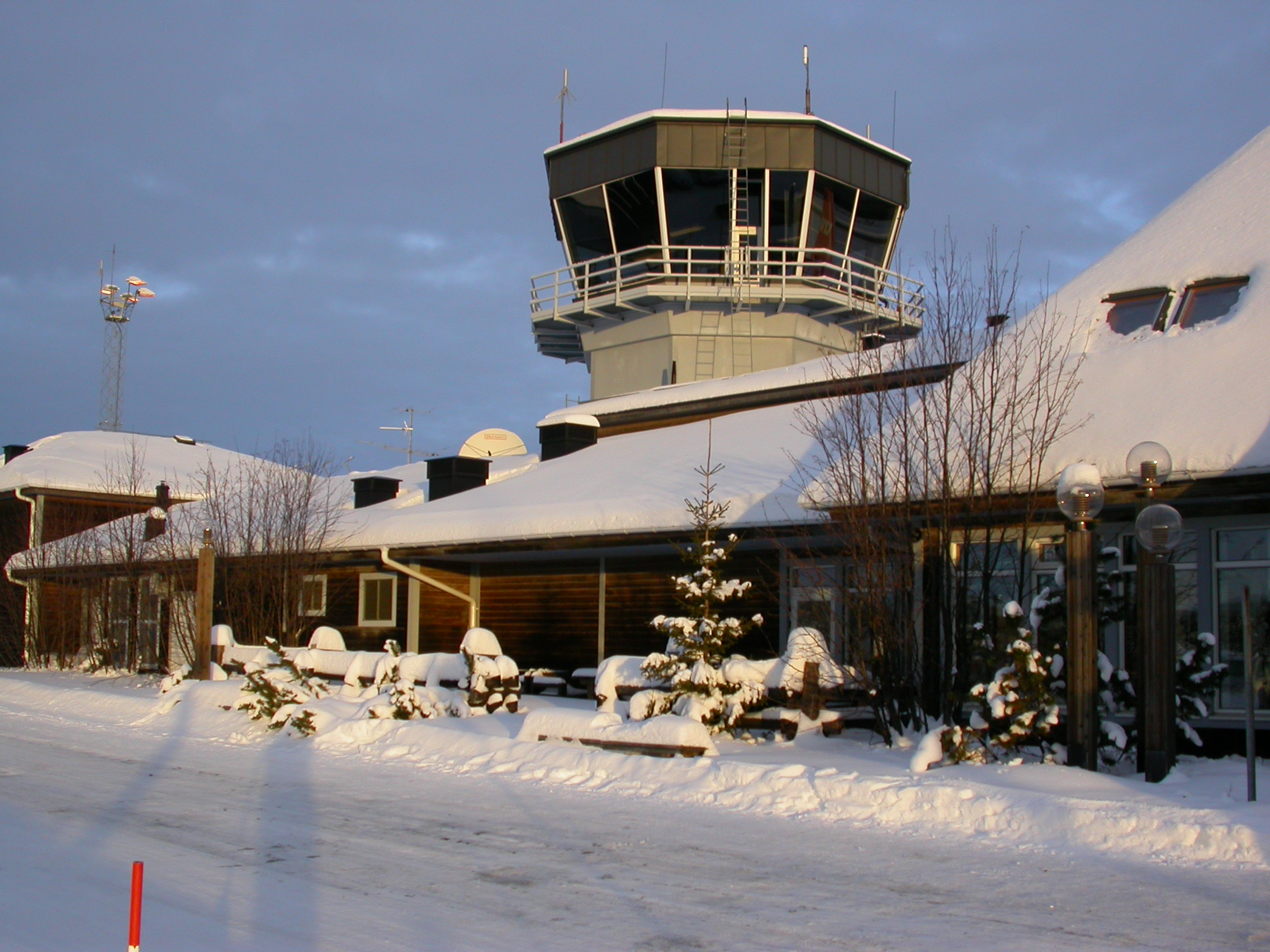
Аэропорт в Арвидсъяуре

Экономика коммуны основана на зимних испытаниях автомобилей европейских производителей, в коммуне находится аэропорт с удлинённой взлётно-посадочной полосой, способный принимать большие самолёты.

## Население
Коренное национальное меньшинство Арвидсъяура — саамы, традиционно занимавшиеся в этих краях оленеводством, охотой и рыболовством. Название провинции также пришло из саамских языков (а конкретно — уме-саамского) и означает «обильная вода».
Изменение численности населения коммуны
- 1970 г. — 8311 чел.
- 1980 г. — 8392 чел.
- 1990 г. — 8081 чел.
- 2000 г. — 7148 чел.
- 2008 г. — 6665 чел.
- 2010 г. — 6599 чел.

## История
В XIV—XV вв. на этой территории поселились фермеры (биркарлы), скупавшие меха и шкуры у саамов и торговавшие ими с более южными регионами.
Христианизация населения проходила весьма медленно, главным образом из-за сурового климата и труднодоступности местности. Первая часовня была построена в 1560 году, а церковь — в 1604 году.
Несколько саамских деревень существуют здесь и сегодня, в знак этого на гербе коммуны изображен северный олень.